# Hedyotis dianxiensis
Hedyotis dianxiensis är en måreväxtart som beskrevs av Wan Chang Ko. Hedyotis dianxiensis ingår i släktet Hedyotis och familjen måreväxter. Inga underarter finns listade i Catalogue of Life.